# Salto das Orquídeas
O Salto das Orquídeas é um salto brasileiro localizada no município de Sapopema, na região do norte do estado do Paraná.
O salto está localizado no rio Lajeado Liso, bairro Lajeadinho, a aproximadamente 3,5 km do centro da cidade de Sapopema. O local possui um conjunto de cascatas, sendo três quedas d’agua, onde a principal delas conta com 42,75 metros de altitude.